# 1976
1976 (MCMLXXVI) var ett skottår som började en torsdag i den gregorianska kalendern.

## Händelser

### Januari
- 1 januari – Vid en restaurangbrand i Belgien omkommer 16 personer.[1]
- 4 januari – Transportbasen Hans Ericson vållar rabalder när han kommer hem efter en semesterresa i Spanien, som bojkottas av LO.[2] Resan gick till Kanarieöarna.[3]
- 18 januari – Två överlevande från norska supertankern MS Berge Istra hittas på en flotte.[1]
- 21 januari
  - Den första kommersiella flygningen med Concorde sker.[4]
  - TV-serien Raskens, baserad på Vilhelm Mobergs roman med samma namn, börjar sändas i Sveriges Radio-TV.[2]
- 30 januari – Ingmar Bergman hämtas av svensk polis på Dramaten misstänkt för skattebrott. Åtalet, som snart läggs ner, utlöser debatt om det svenska skattesystemet och rättssäkerheten.[3]
- 31 januari – Jordens befolkning når 4 miljarderstrecket.

### Februari
- 4 februari

De 12:e Olympiska vinterspelen hölls i Innsbruck, Österrike.

  - 22 000 personer omkommer och över 2 miljoner blir hemlösa vid ett jordskalv i Guatemala.[5]
  - De 12:e olympiska vinterspelen invigs i Innsbruck, för första gången under stor säkerhetsbevakning.[2]
- 15 februari – Olympiska vinterspelen i Innsbruck har bland annat resulterat i svenska medaljer som Ingemar Stenmarks brons i storslalom och Benny Södergrens brons i 50 kilometer längdskidåkning.[6]
- 7 februari – Hua Guofeng tar över som Kinas regeringschef efter avlidne Zhou Enlai.[7]
- 16 februari – Sverige är ett av de länder som erkänner MPLA-regimen i Angola efter gerillans seger medan Sydafrika drar tillbaka sina trupper, som stöder rivalerna UNITA.[6]
- 18 februari – Ett oljebälte vid Ölands norra udde skadar cirka 30 000 alfåglar. Mellan 20 000 och 30 000 fåglar måste avlivas.[8]

### Mars

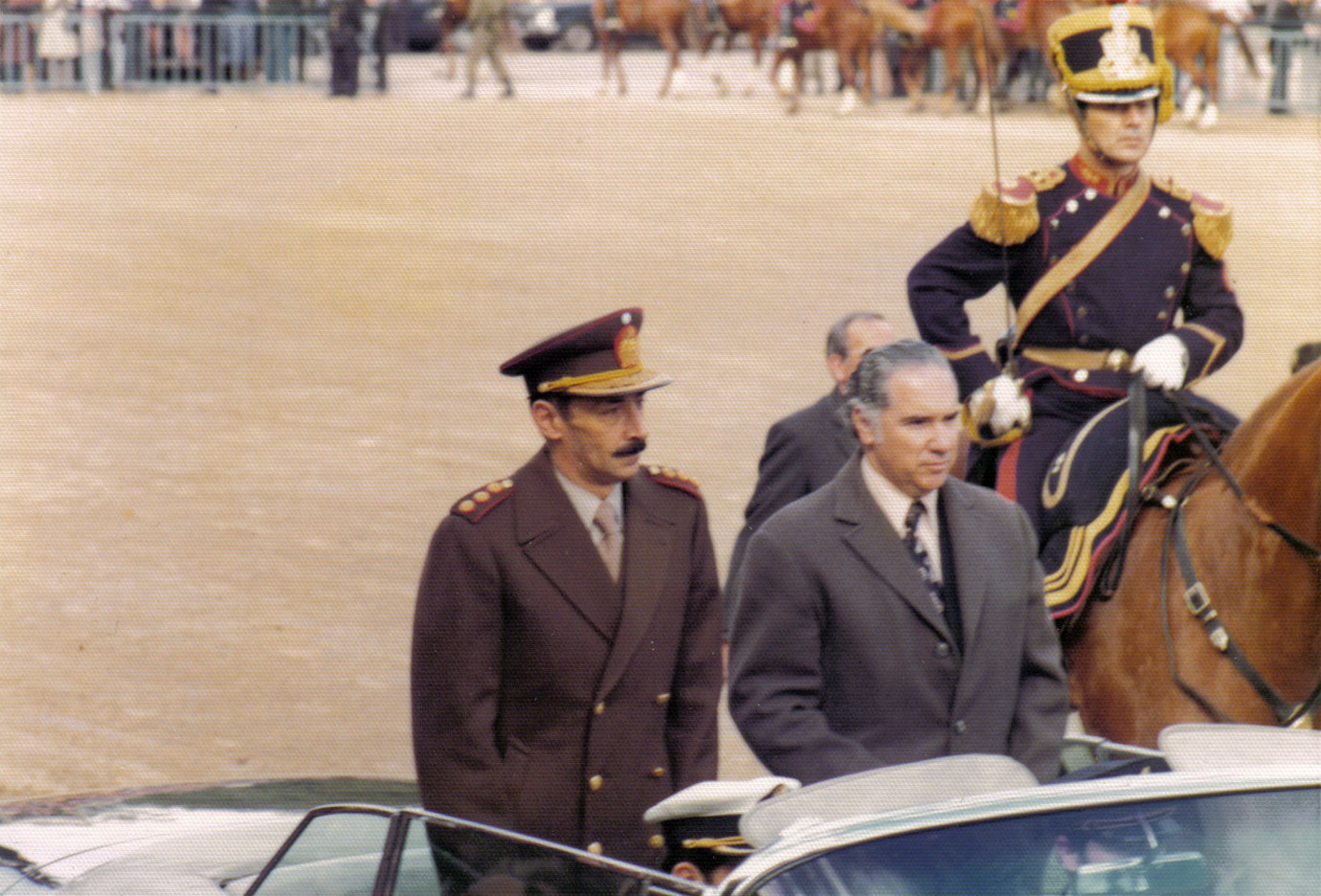
Statskuppen i Argentina 1976.

- 1 mars – Fem personer omkommer då en norsk oljeborrplattform stöter på grund norr om Bergen i kraftigt oväder.[2]
- 10 mars – Med sagan om häxan Pomperipossa i Monismanien som får marginalskatt på 102 procent angriper Astrid Lindgren det svenska skattesystemet, och Pomperipossaskatt blir ett begrepp.[3] Gunnar Sträng lägger senare under den svenska våren fram en proposition som skall förhindra att småföretagare betalar över 100 % i marginalskatt.[6]
- 11 mars – Vid en linbaneolycka i Italien dödas 42 personer.[1]
- 12 mars – Carl XVI Gustaf förlovar sig med Silvia Sommerlath.[3]
- 14 mars – Ingemar Stenmark, Sverige vinner i slalomtävlingen i Aspen och säkrar slutsegern i världscupen i alpin skidåkning för första gången.[2]
- 24 mars
  - En militärjunta i Argentina störtar president Isabel Perón och griper makten. General Jorge Videla utses till ny president.[2]
  - Clark Olofsson, som rymt vid en permission 1975, grips efter ett väpnat bankrån.[7]

### April
- 1 april

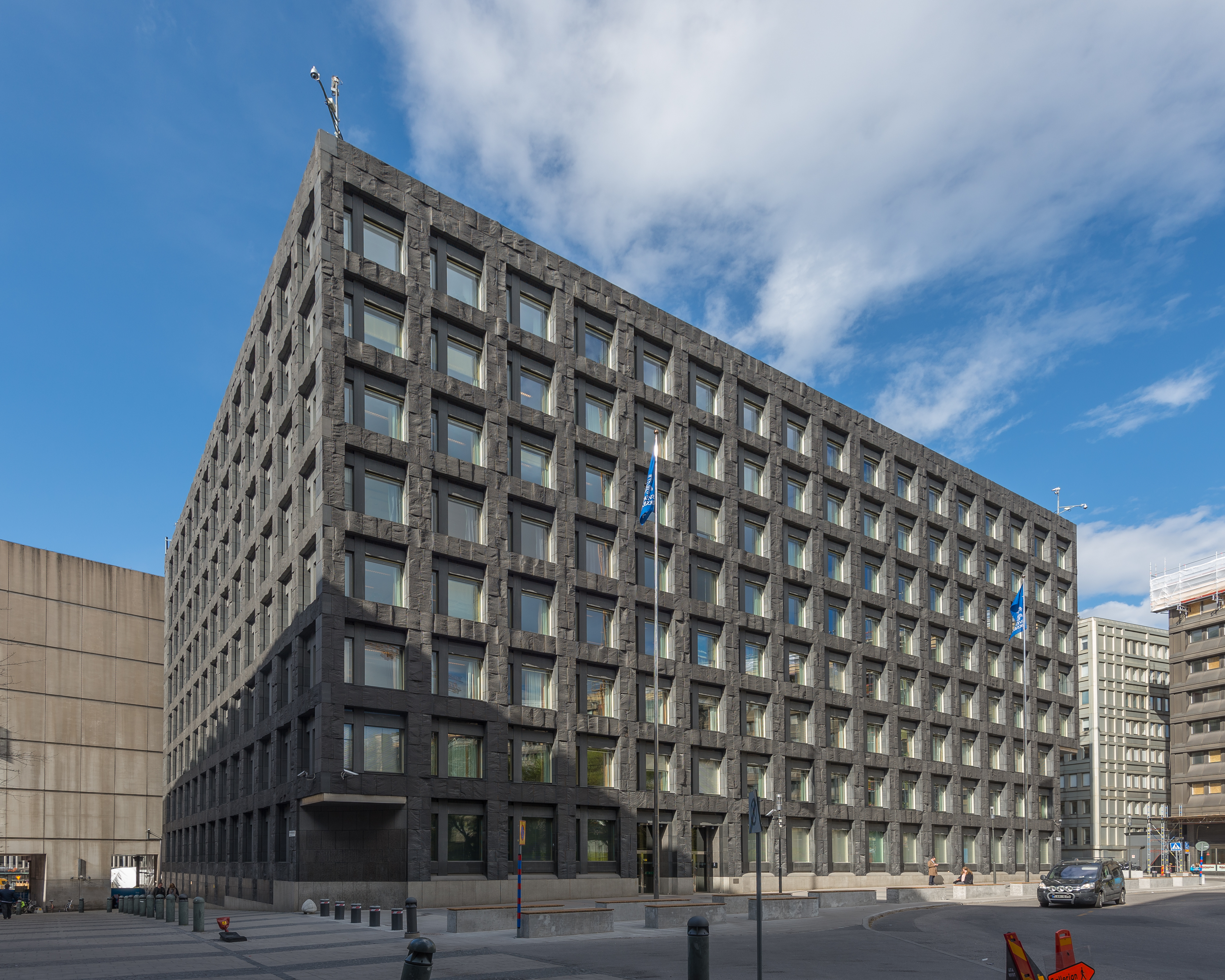
Riksbankshuset i Stockholm invigs.

  - Den svenska riksdagen beslutar att 150 000 daghems- och 50 000 fritidshemsplatser skall byggas till 1980.[3]
  - Apple Computer startas av Steve Jobs och Steve Wozniak.
- 5 april – Den svenske rocksångaren Ulf Lundells debutbok Jack utkommer och kommer att betecknas som 1970-talets generationsroman.[2]
- 7 april – Kinas regeringschef Deng Xiaoping fråntas alla sina poster, anklagad för "högeravvikelser".[2]
- 8 april – Riksbankshuset i Stockholm invigs.[9]
- 13 april – 40 personer omkommer vid en explosion i en ammunitionsfabrik i Finland.[1]
- 20 april – Den svenska regeringen lägger fram en bantad version av Stålverk 80 sedan Norrbottens järnverk gått med jätteförlust.[3]
- 22 april – Den svenske filmregissören Ingmar Bergman lämnar Sverige då svenska myndigheter beskyllt honom för skattefusk.[2]

### Maj
- 4 maj – 23 personer omkommer vid en tågkollision utanför Rotterdam, Nederländerna.[1]
- 7 maj – 1 000 personer omkommer vid ett jordskalv i Italien.[5]
- 12 maj – Spanska tankern Urquiola går på grund i inloppet till hamnen i La Coruña, Spanien och fattar eld. Flera explosioner sker, och mellan 70 000 och 90 000 ton olja läcker ut och förstör mussel- och ostronodlingar, skadar fisket och förorenar sträckor av de omgivande stränderna.[8]
- 13 maj – Pol Pot tillträder som premiärminister i Kambodja.
- 20 maj – Curt Nicolin utses till ny ordförande för SAF efter Tryggve Holm.[6]
- 27 maj – Sveriges riksdag beslutar att avskaffa mellanölet från den 1 juli 1977.[3]
  - USA:s utrikesminister Henry Kissinger besöker Sverige. 13 000 personer demonstrerar mot besöket, trots att Vietnamkriget är slut sedan året innan.
  - "Bordellmamman" Doris Hopp grips av polis i Stockholm, och det rättsliga efterspelet kommer av media att betecknas som "bordellhärvan".
- 29 maj – Sveriges riksdag beslutar om den så kallade modersmålsreformen, som innebär att de svenska kommunerna åläggs att anordna hemspråksundervisning i grund- och gymnasieskolan.[10]

### Juni
- 2 juni – Sveriges riksdag antar den svenska medbestämmandelagen (MBL) som upphäver arbetsgivarens rätt "att ensam leda och fördela arbetet"[2] och ger rätt till information och förhandlingar i alla frågor med fackliga organisationer på arbetsplatserna i Sverige, men arbetsgivarens beslutanderätt behålls.[6]
- 5 juni – Nybyggda Tetondammen i Idaho, USA brister och vatten och lera förstör en av delstatens bördigaste delar.[8]
- 15 juni – LO-kongressen antar Rudolf Meidners förslag om löntagarfonder.[11]
- 16 juni – Minst 70 människor dödas när polis slår ner ett upplopp i det svarta gettot Soweto utanför Johannesburg[2] då svarta protesterar mot att skolundervisningen skall ske på de vitas språk afrikaans.[7]
- 18 juni – Abba framför låten Dancing Queen på en TV-sänd gala tillägnad Carl XVI Gustaf och Silvia Sommerlath, som dagen efter skall bli Sveriges drottning [12].
- 19 juni – Carl XVI Gustaf gifter sig i Storkyrkan i Stockholm med Silvia Sommerlath, som blir Sveriges nya drottning. De träffades under olympiska sommarspelen 1972 i München, där Silvia var olympisk värdinna.[2] Silvia blir kungahuset Bernadottes sjunde drottning.[6]
- 24 juni – Nord- och Sydvietnam förenas i ett enat Vietnam, med Hanoi som huvudstad.[7]

Seychellerna

- 25 juni – 9 000 personer omkommer vid ett jordskalv på Nya Guinea.[5]
- 28 juni
  - Seychellerna utropas till självständig republik vid en ceremoni på fotbollsstadion i Victoria efter att ha varit brittisk besittning sedan 1794.[13]
  - 15 personer omkommer då ett persontåg kolliderar med ett godståg i Raus utanför Helsingborg.[1]
- 29 juni – Storbritannien överlämnar Aldabra, Farquhar och Desrochesöarna till Seychellerna.

### Juli

De 21:a Olympiska sommarspelen hölls i Montreal, Kanada.

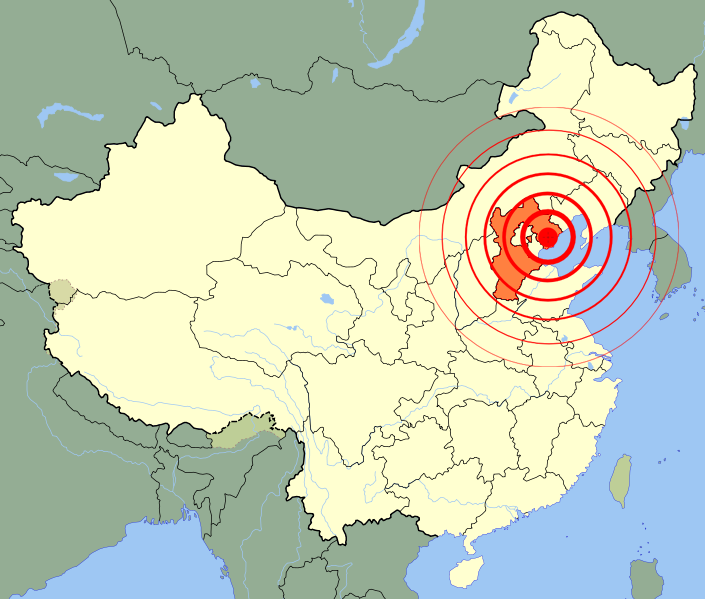
Jordbävningen i Tangshan.

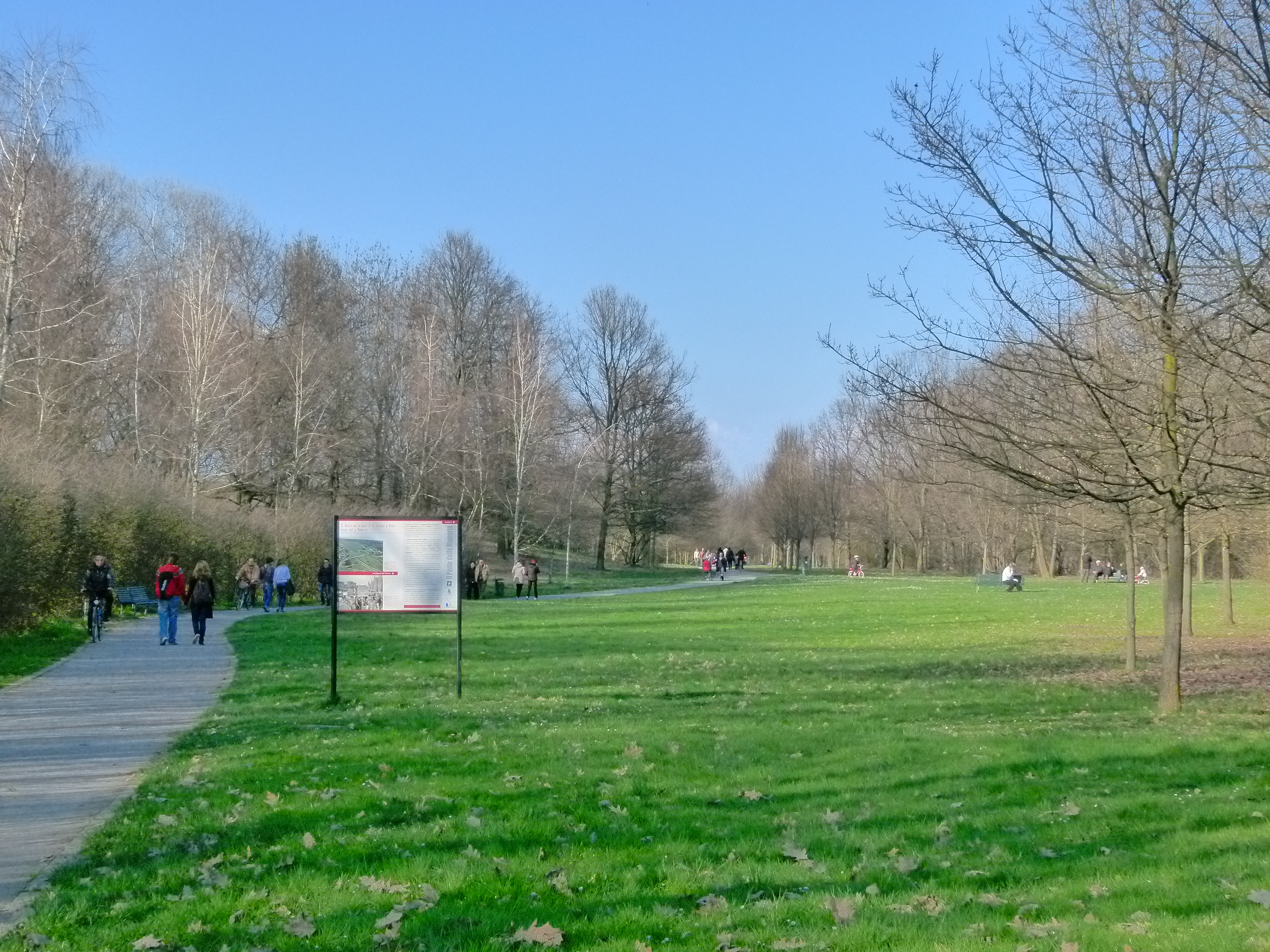
Sevesokatastrofen.

- 1 juli – Den svenska pensionsåldern sänks från 67 till 65 år enligt beslut i Sveriges riksdag 1974,[6] men man inför också rörlig pensionsålder. Detta efter en uppgörelse mellan Socialdemokraterna och Folkpartiet 1974.
- 2 juli – USA:s högsta domstol säger i ett utslag att dödsstraffet inte strider mot USA:s konstitution, senaste avrättningen genomfördes 1967.[14]
- 3 juli – Björn Borg vinner, som förste svensk, herrsingeln i Wimbledonmästerskapen.[3] I finalen åker rumänen Ilie Nastase på stryk med 3-0 i set.[6]
- USA 200 år 1776-1976.

USA 200 år 1776-1976.

- 4 juli – USA firar 200-årsjubileet av självständighetsdeklarationen 1776.[15]
- 10 juli – En kemisk fabrik i Seveso utanför Milano släpper ut ett giftgasmoln som dödar växter och djur inom en trekilometersradie och orsakar allvarliga hudskador hos människor.[2] TCDD sprids i och kring staden och 4 000 personer uppmanas att avstå från att skaffa barn; gravida erbjuds abort.[8]
- 17 juli
  - De 21:a olympiska sommarspelen invigs i Montréal, men 21 afrikanska stater kommer inte eftersom Nya Zeeland tillåts delta, fast man brutit idrottsbojkotten mot Sydafrika.[2] Anders Gärderud tar vid spelen Sveriges första olympiska friidrottsguld sedan 1948, genom vinst på 3 000 meter hinderlöpning.[6]
  - Indonesien annekterar Östtimor, vilket Portugal inte erkänner.[16]
- 20 juli – USA:s fjärrstyrda Vikingsond landar på Mars.[17]
- 22–23 juli – Helikoptrar från fem amerikanska flottfartyg evakuerar omkring 250 amerikaner och européer från Libanon under stridigheter mellan libanesiska falanger sedan en evakueringskonvoj blockerats under oroligheterna.[18]
- 28 juli – 225 000 personer omkommer vid ett jordskalv i Kina som varar ett par veckor.[5]

### Augusti
- 1 augusti – Trinidad och Tobago blir republik.[19]
- 4 augusti - Linköpings HC grundas.
- 8 augusti Första demonstrationsmarschen mot Barsebäcks kärnkraftverk. Ca 5000 personer deltog.
- 11 augusti – 52 kilo amfetamin hittas i Stockholmsförorten Vårberg – det största knarkbeslaget dittills i Sverige.[7]
- 16 augusti – Mindanao, Filippinerna drabbas av ett jordskalv följt av en flodvåg, och 8 000 personer omkommer.[5]
- 26 augusti  – Brand vid Notodden 10 mil sydväst om Oslo, Norge förstör 10 kvadratkilometer skog.[8]
- 27 augusti – Azorerna och Madeira blir självstyrande regioner inom Portugal.[20][21]

### September
- 1 september – Olof Palme och Thorbjörn Fälldin deltar i en TV-sänd debatt. Palme angriper hårt Fälldin och förlorar debatten, då han anses för aggressiv.

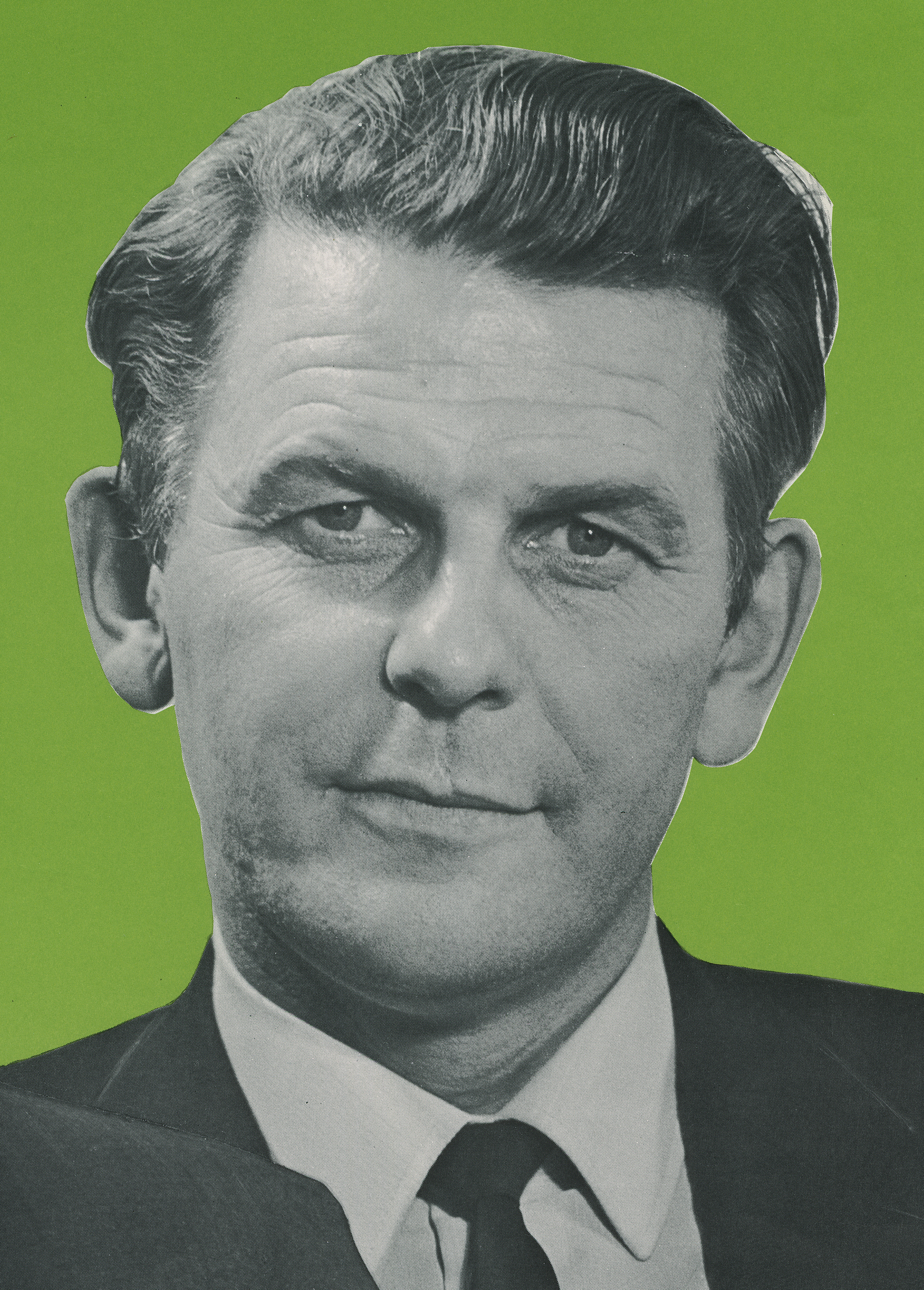
Thorbjörn Fälldin blir statsminister efter det svenska riksdagsvalet.

- 6 september – Åtta liter av ett gift som legat där i giftflaskor i 20 år hittas i ett övergivet uthus med trasiga fönster och trasig dörr norr om Simrishamn, Sverige. Giftet hade räckt till att döda hela Österlens befolkning.[8]
- 9 september – PLO går med i Arabförbundet.[22]
- 10 september – 147 personer omkommer då ett brittiskt och ett jugoslaviskt flygplan kolliderar nära Zagreb, SR Kroatien, Jugoslavien.[1]
- 19 september
  - SAP förlorar riksdagsvalet i Sverige efter 40 år.[2] Skiftet i röstetalet är dock litet.[3] Kärnkraften, till vilken Centerpartiet är negativa, är en dominerande fråga.[6] Antalet mandat minskas från 350 till 349 för att i framtiden förhindra dödläge mellan blocken.[23] SAP och VPK går tillbaka med 1,3 %.
  - 154 personer omkommer då ett turkiskt Boeingflygplan störtar.[1]
- 21 september – Ankistförbundet NAFS(k) grundas.
- 24 september – P. C. Jersilds roman Barnens ö utkommer.[2]

### Oktober
- 6 oktober – 73 personer omkommer då ett kubanskt passagerarflygplan störtar utanför Barbados.[1] Bomben har placerats av Fidel Castro-oppositionella terrorister efter att flygplanet lyft från Bridgetown. Alla 73 ombord dödas.[24]
- 7 oktober – En borgerlig trepartiregering ledd av Centerledaren Thorbjörn Fälldin tillträder i Sverige.[2] Olof Palme avgår som svensk statsminister och Thorbjörn Fälldin blir Sveriges första borgerliga statsminister sedan Axel Pehrsson-Bramstorp 1936.
- 8 oktober – Den svenska regeringen ger klartecken till laddningen av Barsebäcks kärnkraftverk 2 vilket gör att Thorbjörn Fälldin anklagas för svek.[3]
- 16 oktober – Vid Arabförbundets kongress i Riyadh, Saudiarabien beslutas att skicka fredsbevarande styrkor till Libanon för att få slut på inbördeskriget där.
- 20 oktober – Styrelsen för Norrbottens Järnverk meddelar att Stålverk 80 skjuts på framtiden.[3]

### November

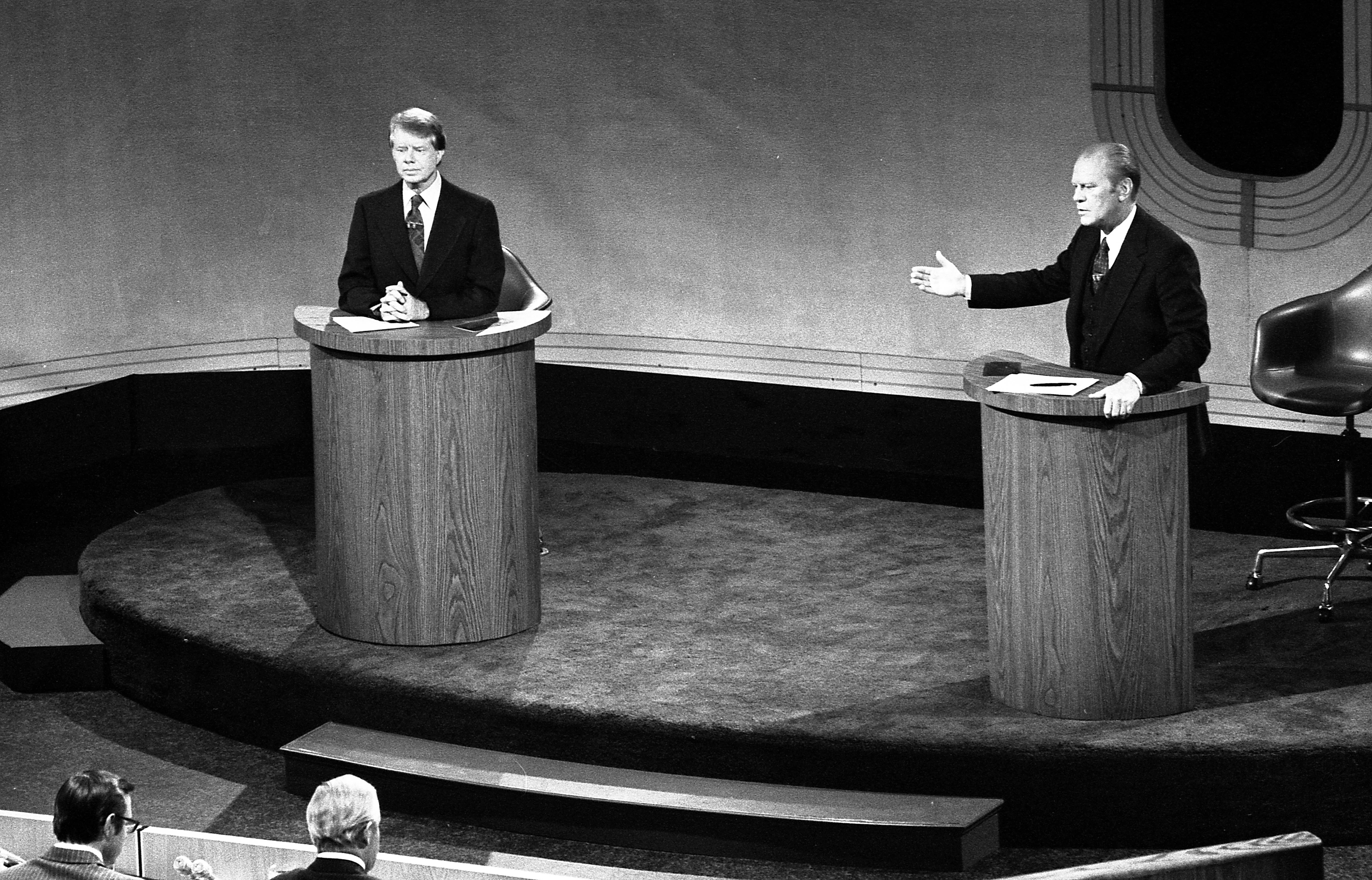
Presidentval i USA.

- 2 november – Demokraten Jimmy Carter, guvernör i Georgia, besegrar republikanen Gerald Ford vid presidentvalet i USA.[2]
- 11 november
  - Den svenska regeringen ger ekonomiska garantier för fortsatt utbyggnad av kärnkraftverket i Forsmark.[3]
  - 240 000 invånare i Mississauga, Ontario, Kanada evakueras då ett kemikalielastat tåg spårat ur, fattat eld och spritt giftiga gaser över staden.[8]
- 21 november – Syriska soldater ockuperar Libanon.[25]
- 23 november – Jacques Mayol blir den första människan som fridyker till ett djup på 100 meter.
- 24 november – 6 000 personer omkommer vid ett jordskalv i Turkiet.[5]
- 25 november – Ekonomidepartementet och Budgetdepartementet inrättas, när det svenska Finansdepartementet delas.

### December

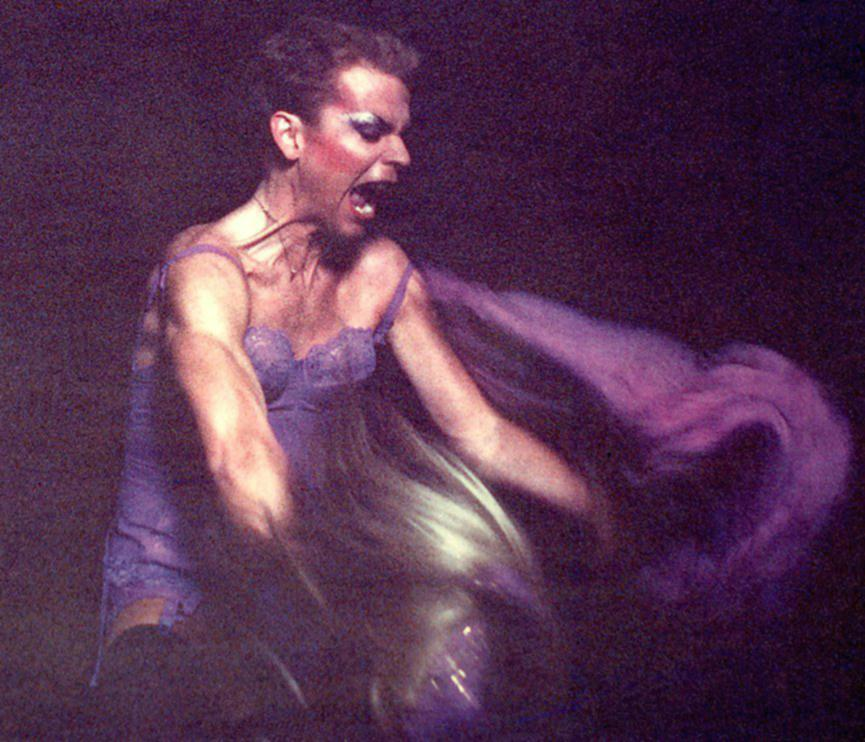
Dragshowen After Dark har premiär på krogen Dambergs i Stockholm.

- December – Tankern "MT Haven" havererar vid Messinasundet och läcker ut 40 000 ton olja. Djurliv och stränder skadas svårt.[8]
- 7 december – Prins Bertil och Lilian Craig gifter sig i Drottningholms slottskapell och Lillian Craig blir därmed svensk prinsessa.[2]
- 9 december – Volvo meddelar att produktionsinskränkningar kommer beröra 15 000 personer som delvis kommer friställas då lågkonjunkturen ger minskad efterfrågan.[6]
- 10 december – Högljudda protester sker mot att Milton Friedman, som anklagas för att ha planlagt Chiles militärdiktaturs nya ekonomi, får Sveriges Riksbanks pris i ekonomisk vetenskap till Alfred Nobels minne.[26]
- 15 december – Liberianska tankfartyget MV Argo Merchant går på grund vid USA:s östkust, sydost om ön Nantucket. Under en storm bryts fartyget i två delar, och hela oljelasten på cirka 30 miljoner liter rinner ut och ödelägger fiskebankarna.[8]
- 18 december – Dragshowen After Dark har premiär på krogen Dambergs i Stockholm.

### Okänt datum
- USA skickar soldater till Koreahalvön då två amerikanska soldater som huggit träd i den demilitariserade zonen mellan Nord- och Sydkorea dödats av nordkoreanska soldater.[18]
- Early Academic Outreach Program (EAOP) grundas av Kaliforniens universitet sedan Kaliforniens lagstiftande församling rekommenderat att utöka möjligheten till postsekundär utbildning till alla studerande, även förstagenerations-engelska-studerande, och är socioekonomiskt missgynnade.[27]
- I Mauritius blir utbildningen gratis på primär- och sekundärstadiet.
- Distansbibelskolan ICBI som är en missionsgren inom pingströrelsen bildas.
- Produktionsbidraget i det svenska presstödet höjs.
- Den svenska massmedieutredningen tillsätts för att utreda förslag till ny svensk yttrandefrihetsgrundlag.
- Sverige devalverar kronan och lämnar det västeuropeiska valutasamarbete landet tidigare ingått i.
- Den internationella stagflationen drabbar Sverige.
- Sverige upplever strukturkris inom gruv-, stål, massa- och varvsindustri.[28]
- Ericsson lanserar den nya AXE-växeln och blir världsledande. Den är utvecklad av Bengt Gunnar Magnusson.
- Den svenska inkomstskatten sänks.
- NK och Åhléns slås ihop.[3]
- Den svenska exporten går ner och underskottet i bytesbalansen ökar.
- Skateboarden lanseras i Sverige.[29]
- Europeiska säkerhetskonferensen i Helsingfors sluter avtal om ökat vetenskapligt och kulturellt utbyte mellan de europeiska staterna.
- Indiens premiärminister Indira Gandhi inleder ett tvångssteriliseringsprogram för att minska nativiteten i landet.
- Sverige inför fri sterilisering.[30]
- Sverige höjer räntan till 8 % på grund av valutautflödet.[3]
- Tullen i Norrköping beslagtar 13,5 kilo rent heroin i konservburkar, värt 130 miljoner SEK på illegala marknaden.[3]
- SCB meddelar att 1974 ägde 26 802 skilsmässor rum i Sverige, vilket är det högsta antalet fram till 2013 (SCB började bokföra skilsmässor 1831)[31].
- Sverige tvingar stora företag att i förväg informera Sveriges regering var man tänker investera.[3]
- Sju tjänstemän på Nordkoreas Sverige-ambassad lämnar Sverige då det avslöjas att de illegalt sålt sprit och tobak.[3]
- Sveriges regering meddelar att det inte blir någon uranbrytning i Billingen.[3]
- Sverige skriver in utlänningars fri- och rättigheter i regeringsformen.[32]
- KF antar ett konsumentkooperativt handlingsprogram.[33]
- Carl-Arne Bergers formgjutna cykelbarnsits i plast lanseras.[34]

## Födda

### Första kvartalet

#### Januari
- 1 januari – Mile Smodlaka, kroatisk vattenpolospelare.
- 2 januari – Paz Vega, spansk skådespelare.
- 3 januari
  - Dinara Drukarova, rysk skådespelare.
  - Björn Söder, svensk politiker, Sverigedemokraternas partisekreterare 2005–2015, riksdagsledamot 2010–.
- 6 januari
  - Pilvi Torsti, finländsk socialdemokratisk politiker.
  - Richard Zedník, slovakisk ishockeyspelare.
- 8 januari – Jenny Lewis, amerikansk sångerska och skådespelare.
- 20 januari – Anastasia Volochkova, rysk ballerina.
- 21 januari – Emma Bunton, brittisk sångerska, medlem i Spice Girls.
- 23 januari – Lisen Bratt Fredricson, svensk ryttare, hoppning.
- 28 januari – Rick Ross, amerikansk musiker.

#### Februari
- 3 februari – Isla Fisher, australisk skådespelare och fotomodell.
- 7 februari – Florent Brard, fransk tävlingscyklist.
- 11 februari – Ricardo Pereira, portugisisk fotbollsmålvakt.
- 12 februari – Sylvia Saint, tjeckisk-amerikansk porrskådespelare.
- 14 februari
  - Milan Hejduk, tjeckisk ishockeyspelare.
  - Liv Kristine, norsk musiker och sångerska i Leaves' Eyes.
  - Erica Leerhsen, amerikansk skådespelare.
- 15 februari – Henrik Nilsson, svensk kanotist.
- 17 februari – Alex Schulman, svensk författare.
- 18 februari – Tytti Tuppurainen, finländsk socialdemokratisk politiker.
- 24 februari – Marco Campos, brasiliansk racerförare.
- 28 februari
  - Ali Larter, amerikansk skådespelare.
  - Ja Rule, rapmusiker.

#### Mars
- 4 mars
  - Johan Hallström, svensk skådespelare.
  - Tommy Jönsson, svensk fotbollsspelare.
- 7 mars – Hanna Halmeenpää, finländsk grön politiker.
- 8 mars
  - Freddie Prinze Jr., amerikansk skådespelare.
  - Therese Torgersson, svensk seglare.
- 11 mars – Nils Ekman, svensk ishockeyspelare.
- 16 mars – Susanne Ljungskog, svensk cyklist.
- 20 mars – Chester Bennington, amerikansk musiker, sångare i Linkin Park.
- 21 mars – Marcus Oscarsson, svensk statsvetare och journalist.
- 22 mars
  - Sylvester Schlegel, svensk musiker, trummis i The Ark.
  - Reese Witherspoon, amerikansk skådespelare.
- 23 mars
  - Keri Russell, amerikansk skådespelare.
  - Ricardo Zonta, brasiliansk racerförare.
- 26 mars
  - Bettina Galvagni, italiensk, tyskspråkig författare.
  - Maddalena Musumeci, italiensk vattenpolospelare.
- 31 mars – Åsa Widéen, svensk skådespelare.

### Andra kvartalet

#### April
- 3 april – Pia Örjansdotter, svensk skådespelare.
- 5 april
  - Kim Collins, sprinter från Saint Kitts och Nevis.
  - Fernando Morientes, spansk fotbollsspelare.
  - Sandy Bar, israelisk skådespelare och fotomodell.
- 10 april – Jan Werner Danielsen, norsk pop och rocksångare.
- 13 april
  - Robert Biedroń, polsk politiker.
  - Jonathan Brandis, amerikansk skådespelare.
  - Patrik Elias, tjeckisk ishockeyspelare.
- 15 april – Mikael Riesebeck, svensk skådespelare och komiker
- 17 april – Mathew Quinn, sydafrikansk friidrottare.
- 18 april
  - Melissa Joan Hart, amerikansk skådespelare.
  - Staffan Strand, svensk höjdhoppare.
- 24 april
  - Steve Finnan, irländsk fotbollsspelare.
  - Hedda Berntsen, norsk skidåkare
- 27 april – Sally Hawkins, brittisk skådespelare.

#### Maj
- 1 maj – Anna Dahlberg, sedermera Anna Olsson, svensk längdåkare.
- 11 maj – Anna Sahlin, svensk skådespelare.
- 13 maj – Adam Beyer, svensk DJ och technoproducent.
- 14 maj – Martine McCutcheon, brittisk sångerska, skådespelare och TV-personlighet.
- 19 maj – Stefan Nykvist, svensk musiker, medlem i Larz-Kristerz.
- 23 maj – David Sundin, svensk programledare och komiker.
- 24 maj – TQ, eg. Terrance Quaites, amerikansk R&B-sångare.
- 25 maj
  - Stefan Holm, svensk höjdhoppare.
  - Cillian Murphy, irländsk teater- och filmskådespelare.
- 26 maj – Alexander Karim, svensk regissör och skådespelare.
- 30 maj – Magnus Norman, svensk tennisspelare.
- 31 maj – Colin Farrell, irländsk skådespelare.

#### Juni
- 2 juni – Antônio Rogério Nogueira, brasiliansk MMA-utövare.
- 8 juni – Lindsay Davenport, amerikansk tennisspelare.
- 9 juni – Isabel Munshi, svensk skådespelare.
- 10 juni – Hadi Saei, iransk taekwondoutövare.
- 12 juni – Thomas Sørensen, dansk fotbollsmålvakt.
- 20 juni
  - Astrid Kakuli, svensk dansare, koreograf och skådespelare.
  - Erik Zsiga, svensk journalist, författare till boken Popvänstern.
- 23 juni
  - Emmanuelle Vaugier, kanadensisk skådespelare och fotomodell.
  - Patrick Vieira, fransk fotbollsspelare.

### Tredje kvartalet

#### Juli
- 1 juli – Patrick Kluivert, nederländsk fotbollsspelare.
- 2 juli – Tomáš Vokoun, tjeckisk ishockeyspelare.
- 3 juni – Yuri Ruley, amerikansk musiker, trummis i punkbandet MxPx.
- 5 juli – Bizarre (född Rufus Johnson), amerikansk rapp-artist och en av medlemmarna i hiphop-gruppen D12.
- 8 juli – Ellen MacArthur, brittisk seglare.
- 9 juli – Fred Savage, amerikansk skådespelare.
- 12 juli
  - Anna Friel, brittisk skådespelare.
  - Dan Boyle, kanadensisk ishockeyspelare.
  - Kyrsten Sinema, amerikansk politiker.
- 15 juli – Diane Kruger, tysk skådespelare och fotomodell.
- 16 juli – Suzanna Dilber, svensk skådespelare.
- 17 juli – Marcos Senna, spansk fotbollsspelare.
- 18 juli – Elsa Pataky, spansk skådespelare.
- 19 juli – Benedict Cumberbatch, brittisk skådespelare.
- 24 juli – Tiago Monteiro, portugisisk racerförare.

#### Augusti
- 2 augusti – Sam Worthington, australiensk skådespelare
- 3 augusti – Fredric Lundqvist, svensk fotbollsspelare.
- 9 augusti
  - Jessica Capshaw, amerikansk skådespelare.
  - Rhona Mitra, brittisk skådespelare.
  - Audrey Tautou, fransk skådespelare.
- 12 augusti – Mikko Viljami Lindström, finländsk musiker. HIM Daniel Lioneye
- 15 augusti – Robert Kronberg, svensk häcklöpare.
- 20 augusti – Leonard Terfelt, svensk skådespelare.
- 22 augusti – Alice DeeJay, nederländsk sångerska.
- 23 augusti – Scott Caan, amerikansk skådespelare.
- 24 augusti – Alex O'Loughlin, australiensk skådespelare
- 24 augusti – Ruut Sjöblom, finländsk politiker.
- 25 augusti – Alexander Skarsgård, svensk skådespelare.
- 27 augusti
  - Mark Webber, australisk racerförare.
  - Sarah Chalke, kanadensisk skådespelare.

#### September
- 2 september – Parul Sharma, svensk människorättsjurist.
- 3 september – Ashley Jones, amerikansk skådespelare.
- 6 september – Naomie Harris, brittisk skådespelare.
- 10 september
  - Andreas Halldén, svensk designer och TV-programledare.
  - Linus Wahlgren, svensk skådespelare och musikalartist.
- 13 september
  - Puma Swede, sverigefinsk porrskådespelare.
  - José Théodore, kanadensisk ishockeyspelare (målvakt).
- 15 september
  - Big Lurch, amerikansk rappare.
  - Suna Kymäläinen, finländsk socialdemokratisk politiker.
- 16 september – Tina Barrett, brittisk musiker.
- 18 september
  - Måns Nathanaelson, svensk skådespelare.
  - Ronaldo, brasiliansk fotbollsspelare.
- 21 september – Carlo Fidanza, italiensk politiker.
- 22 september – Sala Baker, nyzeeländsk skådespelare.
- 23 september – Kip Pardue, nyzeeländsk skådespelare.
- 24 september – Mikael Lindnord, svensk multisportare.
- 26 september – Michael Ballack, tysk fotbollsspelare.

### Fjärde kvartalet

#### Oktober
- 1 oktober – Emma Gray, svensk programledare, redaktör, reporter och filmkritiker.
- 2 oktober — Freddy dos Santos,

norsk fotbollsspelare och programledare.
- 3 oktober – Seann William Scott, amerikansk skådespelare.
- 4 oktober
  - Alicia Silverstone, amerikansk skådespelare.
  - Mia Skäringer, svensk skådespelare och komiker.
- 12 oktober – Kajsa Bergqvist, svensk friidrottare (höjdhoppare).
- 17 oktober – Sebastián Abreu, uruguayansk fotbollsspelare.
- 20 oktober – Tom Wisniewski, amerikansk musiker, gitarrist i punkbandet MxPx.
- 21 oktober – Jani Mäkelä, finländsk politiker.
- 23 oktober – Ryan Reynolds, kanadensisk skådespelare
- 26 oktober – Miikka Kiprusoff, finländsk ishockeymålvakt.
- 31 oktober – José María Gutiérrez, spansk fotbollsspelare.

#### November
- 6 november – Mike Herrera, amerikansk musiker, sångare och basist i punkbandet MxPx.
- 7 november
  - Mark Philippoussis, australisk tennisspelare.
  - Jimmy Samuelsson, svensk brottare.
- 14 november – Brad Turcotte, kanadensisk musiker.
- 15 november
  - Brandon DiCamillo, amerikansk manusförfattare och skådespelare.
  - Claudia Llosa, peruansk filmregissör, manusförfattare och producent.
- 17 november – Per Andersson, svensk skådespelare och komiker.
- 19 november – Petr Sykora, tjeckisk ishockeyspelare.
- 22 november – Ville Valo, finländsk musiker, sångare i HIM.
- 23 november – Tony Renna, amerikansk Indycarförare.
- 29 november
  - Anna Faris, amerikansk skådespelare.
  - Chadwick Boseman, amerikansk skådespelare
- 30 november – Gail Miller, australisk vattenpolospelare.

#### December
- 1 december – Matthew Shepard, mordoffer.
- 2 december – Jonatan Rodriguez, svensk skådespelare.
- 5 december – Amy Acker, amerikansk skådespelare.
- 6 december – Lindsay Price, amerikansk skådespelare.
- 8 december – Dominic Monaghan, brittisk skådespelare.
- 10 december – Kuniva (född Von Carlisle), amerikansk rapp-artist och en av medlemmarna i hiphop-gruppen D12.
- 23 december – Mikael Samuelsson, svensk ishockeyspelare.
- 24 december – Ángel Matos, före detta kubansk taekwondoutövare.
- 25 december – Armin van Buuren, nederländsk DJ och producent.
- 28 december – Joe Manganiello, amerikansk skådespelare

## Avlidna

### Första kvartalet

#### Januari
- 2 januari – Hans Ellis, 58, svensk skådespelare.
- 5 januari – William A. Blakley, 77, amerikansk demokratisk politiker och affärsman, senator 1957 och 1961.
- 8 januari – Zhou Enlai, 77, kinesisk kommunistledare [35].
- 12 januari – Agatha Christie, 85, brittisk författare.
- 19 januari – Dan Thornton, 64, amerikansk republikansk politiker, guvernör i Colorado 1951–1955.
- 24 januari – Gösta Theselius, 53, svensk musikarrangör, kompositör och jazzmusiker (klarinett, tenorsaxofon och piano).
- 30 januari – Emy Hagman, 69, svensk skådespelare.
- 31 januari – Evert Taube, 85, svensk författare, konstnär, trubadur och kompositör [3].

#### Februari
- 6 februari – Gunnar Unger, 60, svensk tidningsman.
- 12 februari – Sal Mineo, 37, amerikansk skådespelare.
- 15 februari – Gösta Hammarbäck, 68, svensk filmproducent.
- 21 februari – Tage Aurell, 80, svensk författare, journalist och översättare.

#### Mars
- 2 mars – Kirsten Heiberg, 68, norsk-tysk skådespelare.
- 7 mars – Tove Ditlevsen, 58, dansk författare.
- 11 mars – Eva Alw, 81, svensk skådespelare.
- 14 mars – Busby Berkeley, 80, amerikansk filmregissör, koreograf och skådespelare.
- 15 mars – Hugo Stenbeck Jr, 42, svensk advokat och företagsledare.
- 20 mars – Wilhelm Marschall, 89, tysk sjömilitär, generalamiral 1943.
- 21 mars – Walter J. Kohler Jr., 71, amerikansk republikansk politiker och affärsman, guvernör i Wisconsin 1951–1957.
- 24 mars
  - Bernard Law Montgomery, viscount of El Alamein, 88, brittisk fältmarskalk.
  - Arvid Nilssen, 62, norsk skådespelare.
- 31 mars – Folke "Göken" Andersson, 73, svensk kompositör, orkesterledare och jazzmusiker (violin).

### Andra kvartalet

#### April
- 1 april – Max Ernst, 84, tysk konstnär.
- 5 april – Howard Hughes, 70, amerikansk filmproducent, flygare, flygplanstillverkare och industriledare.
- 8 april – Siegfried Fischer, 81, svensk skådespelare, teaterledare, manusförfattare och författare.
- 9 april – Phil Ochs, 35, amerikansk sångare och kompositör.
- 28 april – Karin Högel, 82, svensk skådespelare.

#### Maj
- 9 maj
  - Sven-Eric Gamble, 51, svensk skådespelare.
  - Otto Kerner, 67, amerikansk demokratisk politiker, militär och jurist.
  - Ulrike Meinhof, 41, västtysk terrorist.
- 11 maj – Alvar Aalto, 78, finländsk arkitekt och formgivare.
- 13 maj – Palle Brunius, 66, svensk radioman och skådespelare.
- 14 maj – Keith Relf, 33, sångare i The Yardbirds.
- 17 maj – Lars Gullin, 48, svensk jazzmusiker.
- 21 maj – Lee E. Emerson, 77, amerikansk republikansk politiker, guvernör i Vermont 1951–1955.
- 26 maj – Martin Heidegger, 86, tysk filosof.
- 31 maj
  - Jacques Monod, 66, fransk biokemist, nobelpristagare.
  - Karl Witzell, 91, tysk sjömilitär, generalamiral 1941.

#### Juni
- 24 juni – Karl Segrell, 68, svensk militär.
- 25 juni – Johnny Mercer, 66, amerikansk textskrivare till populärmusik.

### Tredje kvartalet

#### Juli
- 3 juli – Stina Bergman, 88, svensk manusförfattare, författare och teaterregissör.
- 4 juli
  - Jonathan Netanyahu, 30, israelisk militär.
  - Wilfried Böse, 27, tysk terrorist.
  - Brigitte Kuhlmann, 29, tysk terrorist.
- 7 juli – Gustav Heinemann, 76, tysk politiker, inrikesminister 1949–1950, justitieminister 1966–1969 och förbundspresident 1969–1974.
- 13 juli – Joachim Peiper, 61, tysk SS-officer, dömd krigsförbrytare.
- 16 juli – Sten Axelson, 73, svensk kompositör, sångare och pianist.
- 18 juli – Sally Salminen, 70, finländsk författare.[36]

#### Augusti
- 2 augusti – Fritz Lang, 85, österrikisk-tysk-amerikansk filmregissör.
- 10 augusti – Karl Schmidt-Rottluff, 91, tysk målare och grafiker.
- 13 augusti – Willy Peters, 61, svensk skådespelare och regissör.
- 17 augusti – Alice Skoglund, 68, svensk skådespelare.
- 22 augusti – Juscelino Kubitschek, 73, brasiliansk politiker, Brasiliens president 1956–1961.
- 25 augusti
  - Paul Andersson, 46, svensk poet.
  - Eyvind Johnson, 76, svensk författare, nobelpristagare, ledamot av Svenska Akademien [3].
- 29 augusti – Jimmy Reed, 50, amerikansk musiker.
- 31 augusti – Frederick H. Mueller, 82, amerikansk republikansk politiker.

#### September
- 9 september – Mao Zedong, 82, kinesisk politiker och diktator [2].
- 21 september
  - Orlando Letelier, 44, chilensk politiker och diplomat.
  - Nils Nygren, 50, svensk skådespelare.
- 24 september – Paul Douglas, 84, amerikansk ekonom och demokratisk politiker, senator 1949–1967.

### Fjärde kvartalet

#### Oktober
- 15 oktober – Carlo Gambino, 74, italiensk-amerikansk maffialedare.
- 23 oktober – Rolf Bengtsson, 45, svensk skådespelare.

#### November
- 1 november – Jerry Högstedt, 62, svensk kompositör och kapellmästare.
- 9 november – Öyvind Fahlström, 47, svensk konstnär.
- 11 november – Alexander Calder, 78, amerikansk skulptör.
- 15 november – Jean Gabin, 72, fransk skådespelare.
- 18 november – Man Ray, 86, amerikansk dadaistisk fotograf och filmregissör.
- 20 november – Trofim Lysenko, 78, sovjetisk biolog.
- 23 november – André Malraux, 75, fransk författare och politiker.

#### December
- 4 december
  - Tommy Bolin, 25, brittisk rockgitarrist, medlem i Deep Purple.
  - Benjamin Britten, 63, brittisk kompositör.
  - Hildur Lindberg, 72, svensk skådespelare.
- 6 december – Ragnar Klange, 83, svensk skådespelare och teaterchef.
- 7 december – Finn Lange, 81, norsk skådespelare.
- 8 december
  - Dan-Axel Broström, 61, svensk skeppsredare.
  - Georg Skarstedt, 76, svensk skådespelare.
- 12 december – Gaston Dupray, 90, belgisk skådespelare.
- 15 december – Grégoire Kayibanda, 52, Rwandas förste president.
- 20 december – Richard J. Daley, 74, amerikansk politiker.
- 21 december – Karin Ekelund, 63, svensk skådespelare, regissör och sångerska.
- 26 december
  - Philip Hart, 64, amerikansk demokratisk politiker, senator 1959-1976.
  - Jens Einar Meulengracht, 89, dansk läkare.
- 29 december – Hanny Schedin, 76, svensk skådespelare.

## Nobelpris[37]
- Fysik
  - Burton Richter, USA
  - Samuel C.C. Ting, USA
- Kemi – William Lipscomb, USA
- Medicin
  - Baruch S. Blumberg, USA
  - Daniel Carleton Gajdusek, USA
- Litteratur – Saul Bellow, USA
- Fred
  - Betty Williams, Storbritannien
  - Mairead Corrigan, Storbritannien
- Ekonomi – Milton Friedman, USA

## 1976 i populärkulturen
- 21 februari – Den fiktive karaktären Bert Ljung och hans klasskamrater är enligt boken Berts första betraktelser född detta datum 1976,[38] även om anakronismer förekommer.

### Fotnoter
1. 1 2 3 4 5 6 7 8 9  Faktakalendern 1996, Semic, 1995
2. 1 2 3 4 5 6 7 8 9 10 11 12 13 14 15 16 17 18 19 20  20:e århundrades När Var Hur – 1976, Bernt Himmelstedt, Forum, 1999
3. 1 2 3 4 5 6 7 8 9 10 11 12 13 14 15 16 17 18 19 20  Hundra år i Sverige – 1976, Hans Dahlberg, Albert Bonniers, 1999
4. ↑  Horisont 1976, Bertmarks förlag, sidan 24-25 – Århundradets plan inledde överljudsresa
5. 1 2 3 4 5 6  Faktakalendern 2006, Semic, 2005
6. 1 2 3 4 5 6 7 8 9 10 11  Sverige 1900-talet – 1958, NE, Bra Böcker, 2000
7. 1 2 3 4 5  100 år med Aftonbladet – 1976, 1999
8. 1 2 3 4 5 6 7 8 9  Faktakalendern 1997, Semic, 1996
9. ↑  Elisabet Andersson (1 januari 2016). ”16 jubilarer under 2016”. Svenska Dagbladet. http://www.svd.se/16-jubilarer-varda-att-fira-2016. Läst 1 januari 2016.
10. ↑  ”Protokoll 1975/76:141”. Sveriges riksdag. https://www.riksdagen.se/sv/dokument-lagar/dokument/protokoll/riksdagens-protokoll-197576141-29-31-maj-1976_FZ09141/html. Läst 29 december 2022.
11. ↑  Faktakalendern 2000 – 1975 (Sverige), 1999
12. ↑  ”ABBA Annual 1976”. Arkiverad från originalet den 23 maj 2013. https://web.archive.org/web/20130523013645/http://www.abbaannual.com/1976.htm. Läst 15 januari 2011.
13. ↑  Horisont 1976, Bertmarks förlag, sidan 146 – "Paradiset" självständigt
14. ↑  Horisont 1976, Bertmarks förlag, sidan 148 – Dödsstraff ej författningsvidrigt
15. ↑  Horisont 1976, Bertmarks förlag, sidan 150 – Förenta staterna firade 200-årsjubileum
16. ↑  ”World Statesmen”. http://www.worldstatesmen.org/East_Timor.html.
17. ↑  Horisont 1976, Bertmarks förlag, sidan 158-159 – Amerikansk rymdsond till mars: Den röda planeten
18. 1 2  Grimmett, Richard F. (5 oktober 2004). ”Instances of Use of United States Armed Forces Abroad, 1798 – 2004”. Naval History and Heritage Command. https://www.history.navy.mil/research/library/online-reading-room/title-list-alphabetically/i/use-of-armed-forces-abroad-1798-2004.html.
19. ↑  ”World Statesmen”. http://www.worldstatesmen.org/Trinidad.html.
20. ↑  ”World Statesmen (läst 3 april 2011)”. http://www.worldstatesmen.org/Azores.html.
21. ↑  ”World Statesmen (läst 3 april 2011)”. http://www.worldstatesmen.org/Madeira.html.
22. ↑  ”World Statesmen”. http://www.worldstatesmen.org/Palestinian_National_Authority.htm.
23. ↑  Horisont 1976, Bertmarks förlag, sidan 225 – Borgerlig seger i riksdagsvalet
24. ↑  ”BBC NEWS | Americas | Cuba 'plane bomber' was CIA agent”. http://news.bbc.co.uk/2/hi/americas/4535661.stm.
25. ↑  Faktakalendern 2000 – 1976 (Utlandet), Semic, 1999
26. ↑  Horisont 1976, Bertmarks förlag, sidan 294-295 – Kort intermezzo under Nobelfesten
27. ↑  University of California EAOP, 2003 in Review. University of California, 2009-10 Budget for Current Operations Budget Detail, as Presented to the Regents for Approval.
28. ↑  Sverige 1900-talet – I industrialismens era, NE, Bra Böcker, 2000
29. ↑  Ett folk på marsch 1960-1977: sidan 238 (1976): – Ny livsfarlig leksak (Per-Erik Lindorm, 1978
30. ↑  Sverige 1900-talet – Oönskade i folkhemmet, NE, Bra Böcker, 2000
31. ↑  ”Befolkningsutveckling – födda, döda, in- och utvandring samt giftermål och skilsmässor 1749–2021”. Statistiska centralbyrån. https://www.scb.se/hitta-statistik/statistik-efter-amne/befolkning/befolkningens-sammansattning/befolkningsstatistik/pong/tabell-och-diagram/helarsstatistik--riket/befolkningsutveckling-fodda-doda-in--och-utvandring-gifta-skilda/. Läst 30 maj 2022.
32. ↑  Sverige 1900-talet – De nya svenskarna: Mellan assimilation och mångfald, NE, Bra Böcker, 2000
33. ↑  Sverige 1900-talet – KF en folkrörelse med ideal, NE, Bra Böcker, 2000
34. ↑  Sverige 1900-talet – Kommunikativ, snabb, snål, skön och säker design, NE, Bra Böcker, 2000
35. ↑  ”Det hände i dag”. http://webnews.textalk.com/se/calendar.php?id=9747&type=month&ds=20110108&list=true.
36. ↑  ”Uppslagsverket Finland – Sally Salminen '”. Arkiverad från originalet den 5 november 2012. https://web.archive.org/web/20121105081338/http://www.uppslagsverket.fi/bin/view/Uppslagsverket/SalminenSally.
37. ↑  ”Nobelpriset”. https://www.nobelprize.org/prizes/lists/all-nobel-prizes/. Läst 10 april 2011.
38. ↑  Berts första betraktelser, Anders Jacobsson och Sören Olsson, Rabén & Sjögren, 1990, sidan 185-186 –  4 april